# Stirber Lajos
Stirber Lajos (Komárom, 1942. január 26. –) zenepedagógus, karvezető.

## Élete
1963-ban a nyitrai Pedagógiai Intézetben szerzett orosz–földrajz–zene szakos tanári oklevelet. 1965-től Komáromban tanított. 1983–1990 között a járási pedagógiai központ munkatársa volt.
Zenepedagógiai munkájának fontos része a karvezetés. Az irányításával működő gyermekkórus országos versenyek rendszeres szereplője. A Gaudium vegyes kar és hangszeres kamarazenekar irányítója. Társszerzőként több zenei nevelés tankönyvet, illetve módszertani kézikönyvet írt. Cikkei jelentek meg a Komáromi Öregdiákban.
Két fia született, Stirber Péter restaurátor.

## Elismerések
- 1992 Polgármester díja (Komárom)
- 2005 Katedra életmű-díj
- 2008 Felvidéki Magyar Pedagógus-díj
- 2010 Pro Urbe-díj
- 2012 Harmónia életműdíj[1]
- 2014 a Magyar Kultúra Lovagja
- 2018 Ex Libris Díj
- 2019 Csemadok életműdíj

## Művei
- Ecsettel és tintaceruzával; szerk. Stirber Lajos, Fehér Erzsébet; szerzői, Komárno, 2015
- Minden, ami nevelés. Az én iskolám a komáromi, egykori II. Lakótelepi, később Béke Utcai, ma Jókai Mór Alapiskola sokrétű nevelési tevékenységéről; Szlovákiai Magyar Művelődési Intézetm Dunaszerdahely, 2016 (Gyurcsó István Alapítvány könyvek)